# Enrico Cernuschi

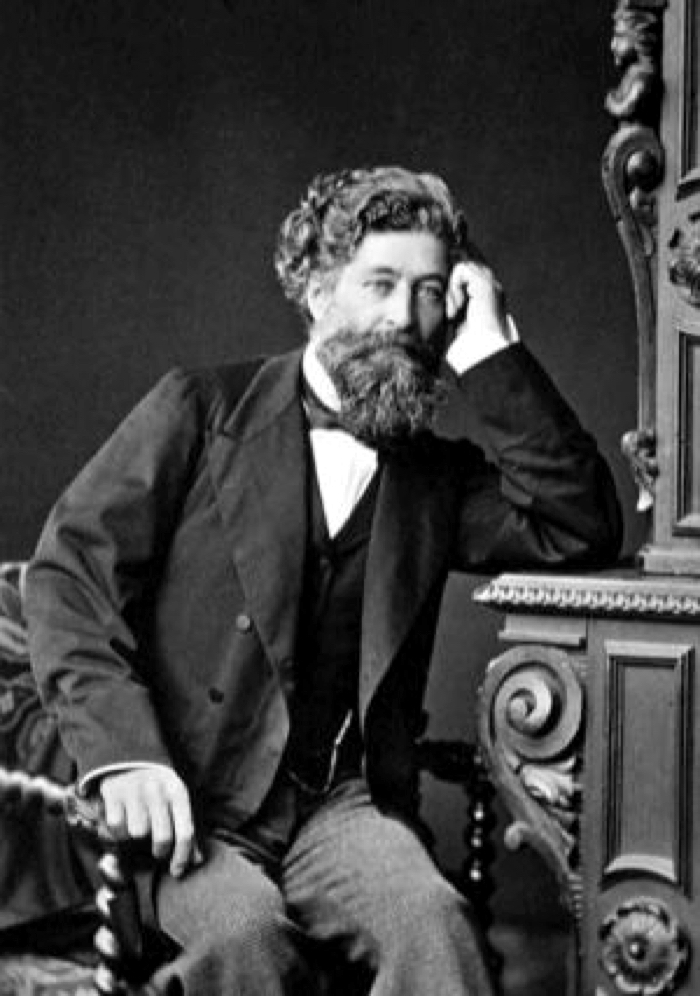
Enrico Cernuschi

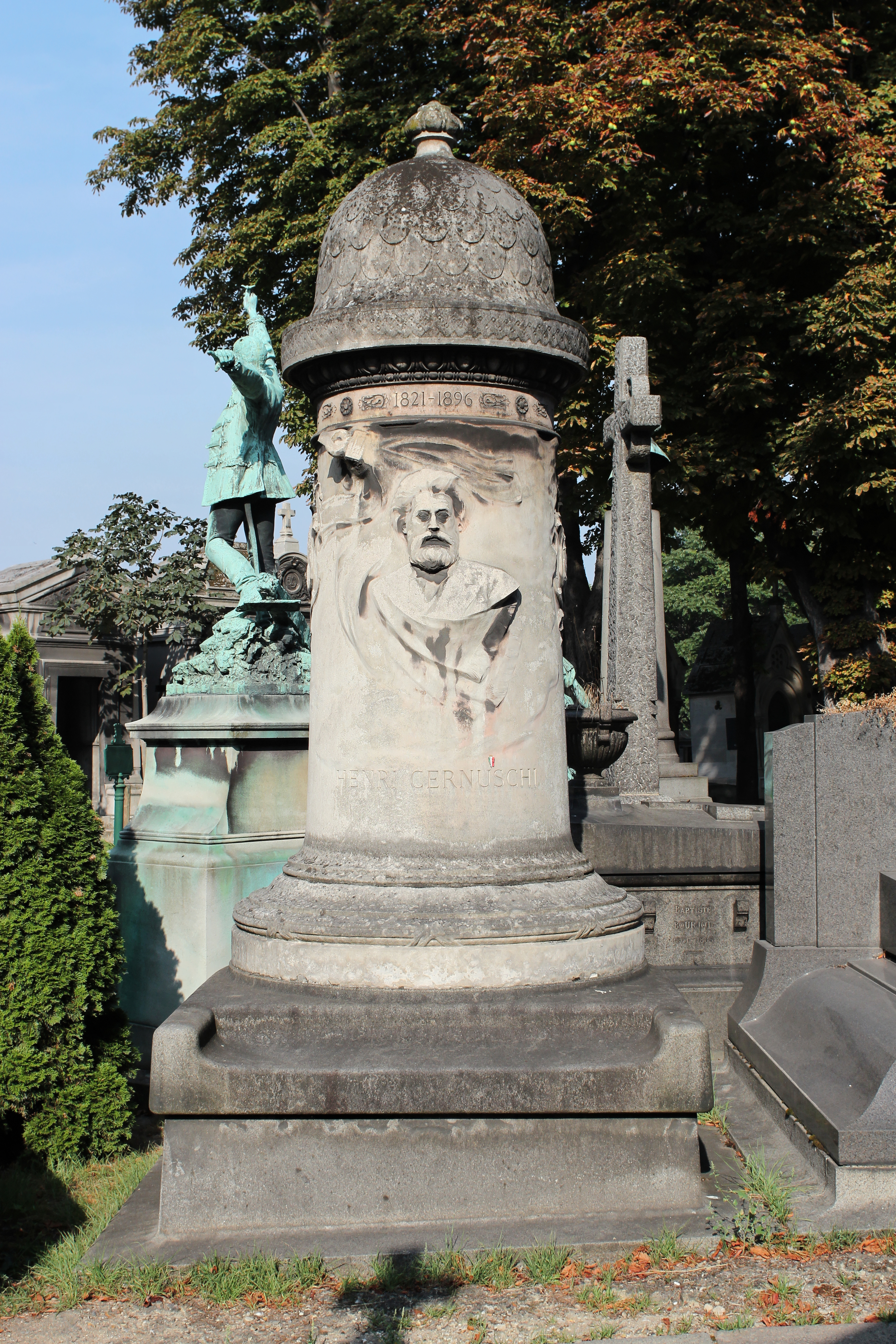
Grab von Enrico Cernuschi auf dem Pariser Friedhof Père-Lachaise

Enrico Cernuschi, frz./engl. Henri Cernuschi, [tʃɛrˈnuski] (* 19. Februar 1821 in Mailand; † 12. Mai 1896 in Menton, Côte d’Azur) war ein italienisch-französischer Nationalökonom, Politiker, Bankier und Kunstsammler. 

## Leben
Cernuschi stammte aus bürgerlichen Verhältnissen. Sein in Monza geborener Vater, Claudio Cenuschi, besaß ein kleines Unternehmen und starb als Enrico 13 Jahre alt war. Seine Mutter Giuseppina Della Volta starb fünf Jahre später, so dass Enrico Cernuschi mit 18 Jahren Vollwaise war. Seine erste schulische Ausbildung erfuhr er bei den Barnabiten in Monza. Später besuchte er die Schule in Mailand. Dank der finanziellen Unterstützung seiner Verwandten mütterlicherseits konnte er nach dem Tod seiner Eltern ein Studium an der Universität Pavia aufnehmen, das er 1842 mit dem Doktor beider Rechte abschloss.
Nach einer Praktikumszeit in seiner Geburtsstadt hielt er sich beruflich und zu Studienzwecken zunächst in Norditalien und später im europäischen Ausland auf. 1846 erhielt er seine Anwaltszulassung am k.k. Landesgericht Mailand, wovon er allerdings nie Gebrauch machte.
Mit der national-liberalen Bewegung kam er erst im Zuge des Fünf-Tage-Aufstandes in Mailand in Kontakt. 1849 nahm er an der Ausrufung der Römischen Republik teil. In Rom hatte er einen Sitz in der Nationalversammlung. Nach dem Scheitern der revolutionären Regierung wurde er 1850 verhaftet, konnte nach einem Jahr Gefangenschaft in Civitavecchia und in der Engelsburg nach Frankreich fliehen. Hier wurde er naturalisiert und erwarb durch Handel und Bankgeschäfte ein großes Vermögen. Er war zuerst bei Arago, später bei Crédit Mobilier beschäftigt. Er war Gründer (zusammen mit Adrien Delahate und Edmond Joubert) der Banque de Paris (die 1872 mit der Banque de Crédit et de dépôt des Pays-Bas zur Banque de Paris et des Pays-Bas, der späteren Paribas fusionierte).
Er spielte in Frankreich eine Rolle im Widerstand gegen die Sozialistische Bewegung. Dabei musste er 1870 erneut fliehen, nachdem er eine große Summe zur Ausstattung eines Komitees eingesetzt hatte, welches die napoleonischen Plebiszite bekämpfen sollte. Mit der Gründung der Dritten Republik im September 1870 konnte er zurückkehren. Er verließ dann aber bald Paris für eine längere Reise in den Fernen Osten.
Zusammen mit dem Kunstkritiker und Journalisten Théodore Duret bereiste er Ägypten, China, Japan, Java, Ceylon und Indien. Von dieser Reise brachte Cernuschi zahlreiche Kunstgegenstände 1873 nach Frankreich mit, die er später der Stadt Paris schenkte. Diese Sammlung asiatischer Kunst wird heute im Musée Cernuschi ausgestellt.
1876 bereiste er Großbritannien, 1877 die Vereinigten Staaten und hielt dort Vorträge über ökonomische Fragen. Cernuschi ist bekannt für seine Veröffentlichungen zu Finanzfragen, insbesondere zur Frage des Bimetallismus, in der er ein Befürworter der Silberbasis war. Das Wort selbst soll zumindest in der englischen Form in einer seiner Publikationen erstmals verwendet worden sein, Silver Vindicated (1876).

## Werke
- Réponse à une accusation portée par Mr. de Cavour (1861)
- Mécanique de l’échange (1855)
- Contre le billet de banque, déposition et notes (1866)
- Illusions des sociétés coopératives (1866)
- Discours (1871)

Später beschäftigte er sich ausschließlich mit der Währungsfrage. Er agitierte für eine durch Vertrag einzuführende allgemeine Doppelwährung (Bimetallismus). Darüber schrieb er:
- Or et argent (1874)
- La Question monétaire en Allemagne (1875)
- Silver vindicated (1876)
- Mr. Michel Chevalier et le bimétallisme (1876)
- La Diplomatie monétaire en 1878 (1878)
- Le Bimétallisme en Angleterre (1879)
- Le Bimétallisme à quinze et demi
- Le Grand Procès de l’Union latine (1884)
- und andere Flugschriften.